# Каролингский меч

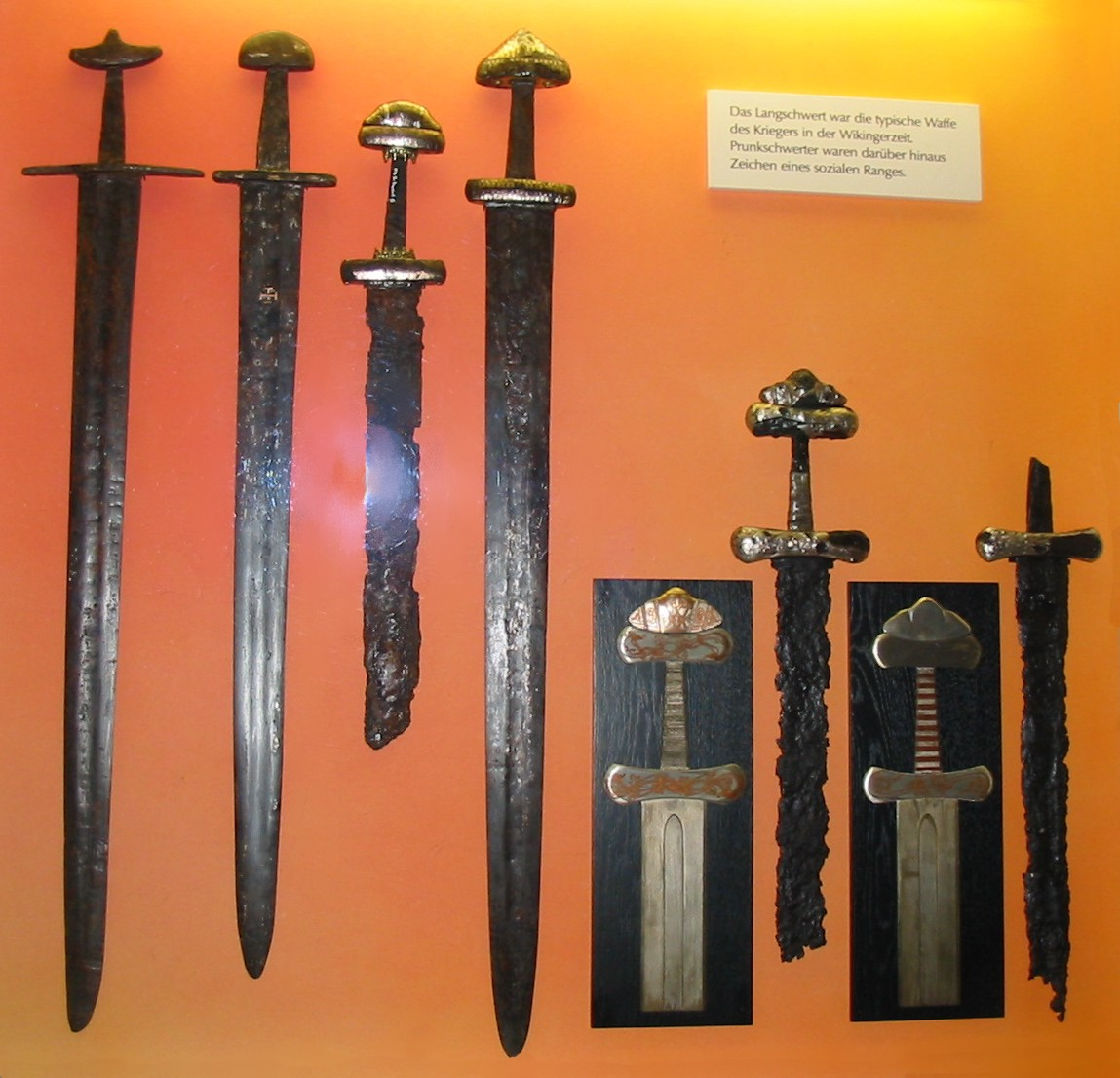
Длинные мечи каролингского типа. «Музей викингов» (Vikingermuseum), город Хедебю (Германия). Справа современные реконструкции мечей.

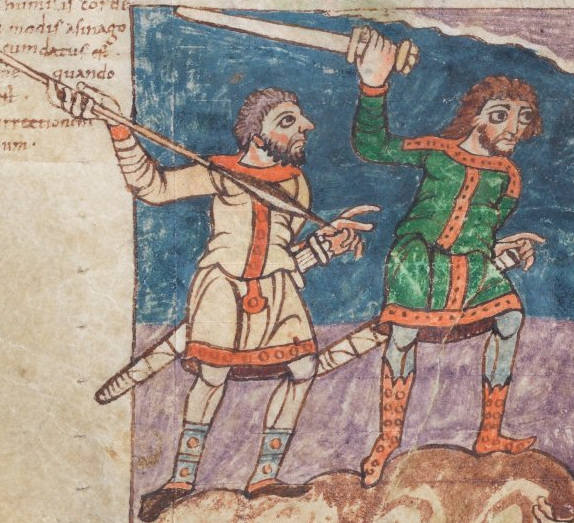
Изображение каролингского меча из штутгартской псалтыри, ок. 830 года.

Кароли́нгский меч, или меч кароли́нгского типа (также «меч эпохи каролингов») — современное обозначение типа меча, широко распространённого в Европе в период раннего Средневековья. Введено оружиеведами и коллекционерами оружия XIX—XX веков.
Сам тип меча выработан около VIII века, на излёте эпохи Великого переселения народов и в начале объединения государств западной Европы под эгидой Карла Великого и его потомков, чем и объясняется название типа меча («относится к эпохе каролингов»). Предположительно, меч каролингского типа является развитием античной спаты через промежуточное звено — меч вендельского типа (он же — «меровингский» меч, меч периода Великого переселения народов). «Каролинги» имели обоюдоострый клинок длиной около 78—96 см с глубоким долом, короткую рукоять с небольшой гардой и массивным навершием. Общая длина составляла около 1000 мм, с клинком от 700 до 900 мм, и весом до 1500 грамм.
К X веку меч каролингского типа широко распространился в странах Северной и Западной Европы, в особенности — во франко-кельтских, скандинавских и славянских регионах. Древнеславянские каролингские мечи по конструкции от древнегерманских практически не отличались. Все мечи  древнерусских дружинников IX—XI веков относятся к каролингскому типу. На Руси представлено 12 типов мечей. Не менее 4 типов мечей IX—X веков рассматриваются как сформировавшиеся на Руси. Мечи типа А-местный производились в одном из ремесленных центров Древней Руси. На территории Руси найдено 114 каролингских мечей. Каролингские мечи находят не только в христианских землях. В мусульманской Волжской Булгарии известно 8 каролингских мечей, а на территории Прикамья найдены 2 меча.
Во второй половине XI века эволюционировал в классический «рыцарский», или раннероманский меч.